# دین در کوبا
آمار یونیویزیون از کوبایی ها (۲۰۱۵)
دین در کوبا (۲۰۰۰)

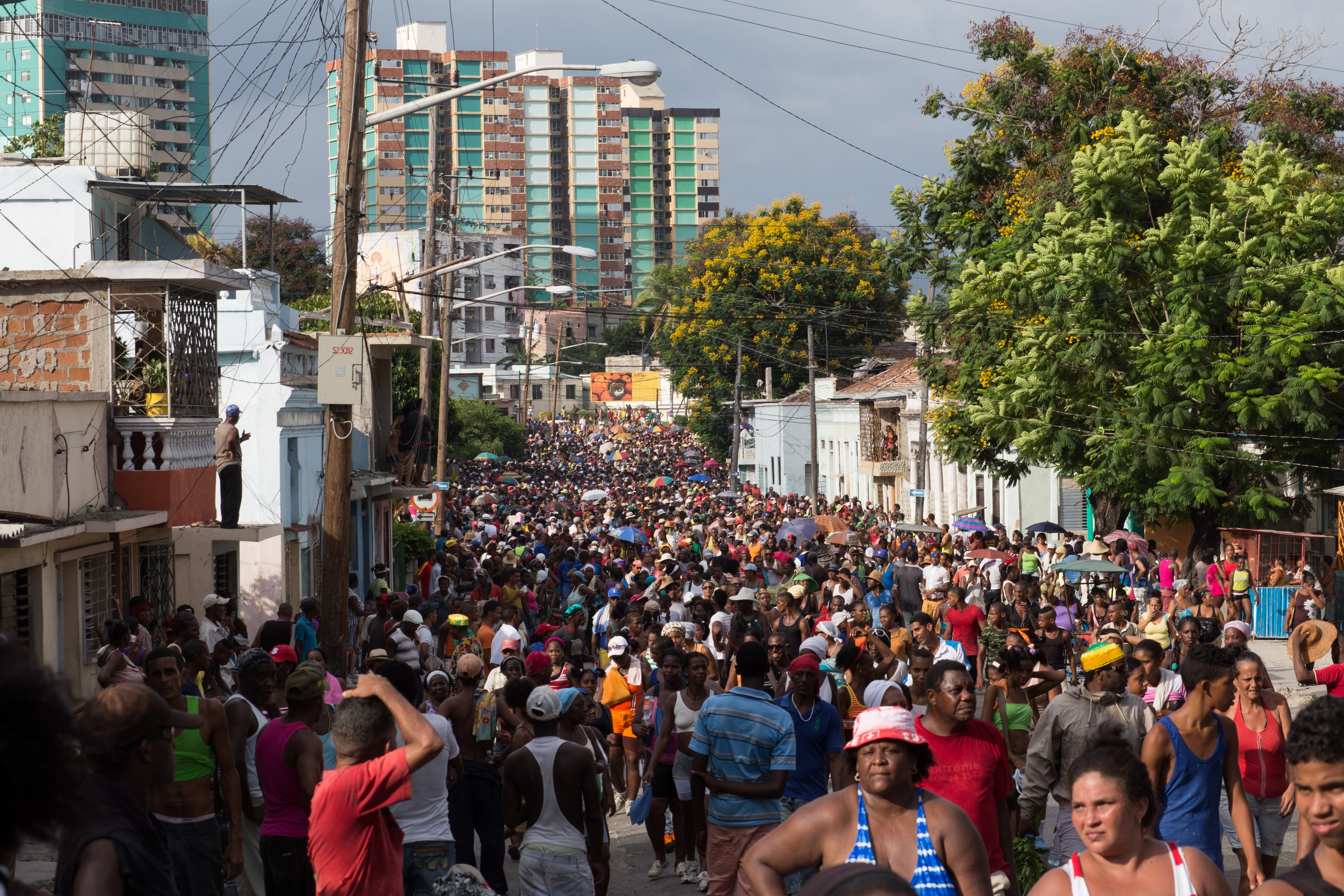
مراسم عشاء ربانی

دین در کوبا (انگلیسی: Religion in Cuba)،از لحاظ تاریخی جمعیت کوبا مسیحی و به‌طور عمده کاتولیک رومی بوده‌اند، هرچند در دهه‌های اخیر، جمعیت غیر مذهبی رشد چشمگیری داشته‌است. اصول مذهبی کاتولیک در کوبا در برخی موارد، به واسطهٔ تلفیق‌گرایی، به طرز عمیقی تحت تأثیر قرار گرفته و اصلاح شده‌است. یک دین التقاطی رایج، سانتریا است، که آیین‌های مذهبی یوروبا متعلق به بردگان آفریقایی را با اصول کاتولیک و برخی لایه‌های بومی آمریکا ترکیب کرد؛ این دین التقاطی شباهت‌هایی با آیین اومباندا برزیلی را بروز می‌دهد و میزانی از حمایت رسمی را دریافت کرده‌است. کلیسای کاتولیک برآورد می‌کند که ۶۰ درصد از جمعیت، کاتولیک است ولی فقط ۵ درصد از آنها به‌طور منظم در مراسم عشاء ربانی شرکت می‌کنند، در حالی که منابع مستقل تخمین می‌زنند که تنها ۱٫۵ درصد از آنها، در این مراسم حضور دارند.